# Federmesser
Federmesser és un terme que descriu la cultura arqueològica existent a la plana del nord d'Europa entre el 14 000 i el 12 800 BP. Inclou diferents grups culturals de finals del paleolític superior final fins al Mesolític, presents des de Polònia (amb les cultures Tarnowiana i Witowiana) fins al nord de França i l'oest de Gran Bretanya, succeint aquí al magdalenià.
El grup cultural Federmesser es caracteritza per utilitzar petites fulles de sílex. Precisament el nom d'aquesta cultura arqueològica deriva d'aquestes característiques làmines, en alemany anomenades federmesser ("ganivet de ploma").
Està estretament relacionat amb la cultura tjongeriana dels Països Baixos i Bèlgica, i s'ha suggerit que les dues cultures formarien part d'un complex més generalitzat que pren el nom d'azilià. També està estretament relacionat amb la cultura Creswelliana de la Gran Bretanya.
La cultura d'Ahrensburg la succeeix després del 12.800 BP.